# Robert Massenet-Royer de Marancour
Robert Léon Henri Massenet-Royer de Marancour est un général et as de l'aviation de la Première Guerre mondiale, crédité de huit victoires aériennes.

## Biographie
Fils du général Edmond Massenet Royer de Marancour et petit-fils d'Alexis Massenet, il est le cousin germain du général Emmanuel Massenet. Il est élève de l'École spéciale militaire de Saint-Cyr.
En avril 1917, il commande un groupe de combat. Il est décoré officier de la Légion d'Honneur le 27 mai 1918.

## Victoires
| Date        | Heure | Avion      | Adversaire   | Localisation      |
| ----------- | ----- | ---------- | ------------ | ----------------- |
| 22 sep 1916 |       | N69        | EA           | Chaulnes          |
| 23 sep 1916 |       | N69        | EA           | Chaulnes          |
| 23 sep 1916 |       | N69        | EA           | Andréchy-Animechy |
| 24 avr 1917 | 16:40 | GC14       | Two-seater 1 | Chemin des Dames  |
| 18 sep 1917 |       | GC14       | Two-seater 2 | Damloup-Verdun    |
| 25 sep 1917 | 17:30 | GC14       | Albatros C 3 | Saint-Mihiel      |
| 12 avr 1918 |       | GC14       | EA           | Lassigny          |
| 01 nov 1918 |       | D.H.9 GC14 | EA 4         | Amifontaine-Noyon |

## Décorations
- Grand-croix de la Légion d'honneur par décret du 5 juin 1952[3]
  -  Grand officier de la Légion d'honneur par décret du 30 décembre 1933
  -  Commandeur de la Légion d'honneur
  -  Officier de la Légion d'honneur par arrêté du 20 juillet 1918
  -  Chevalier de la Légion d'honneur par décret du 13 juillet 1915
- Croix de guerre 1914–1918
- Croix du combattant
- Médaille interalliée de la Victoire
- Médaille commémorative de la guerre 1914–1918
- Croix de guerre (Belgique)

## Pour approfondir
- Liste des as de la Première Guerre mondiale